# Neocorvicoana chalybea
Neocorvicoana chalybea är en skalbaggsart som beskrevs av Blanchard 1850. Neocorvicoana chalybea ingår i släktet Neocorvicoana och familjen Cetoniidae. Inga underarter finns listade i Catalogue of Life.